# 賈斯汀出任務
是一部由曼努埃尔·西西里制作的冒险和幻想电影，于2013年在西班牙由计算机制作动画，由安东尼奥·班德拉斯联合制作。电影中的德语发言人包括曼努埃尔·斯特劳伯，尚德拉·沙特和乔纳斯·哈默尔。

## 劇情
贾斯汀（Justin）生活在一个由官僚统治的王国中，骑士已不再重要。他想像他想象中的祖父一样成为英雄骑士。但是她的父亲是女王的首席顾问，并希望她的儿子像她一样。贾斯汀去祖母家后，离开了房子，踏上了成为骑士的旅程。在旅途中，美丽的塔利亚（Talia）与陌生的女巫梅尔奎德斯（Melquiades），美丽的克洛雷克斯爵士（Sir Clorex）会面，她听从了三位僧侣的建议。僧侣教您如何成为英雄骑士。经过这些步骤，贾斯汀将进入最后的战斗，成为一名骑士。

## 外部連結
- 互联网电影数据库（IMDb）上《賈斯汀出任務》的资料（英文）
- Box Office Mojo上《賈斯汀出任務》的資料（英文）
- 爛番茄上《賈斯汀出任務》的資料（英文）
- AllMovie上《賈斯汀出任務》的资料（英文）
- 開眼電影網上《賈斯汀出任務》的資料（繁體中文）
- Yahoo奇摩電影上《賈斯汀出任務》的資料（繁體中文）
- 豆瓣电影上《驯龙骑士》的資料 （简体中文）